# Berihah
Berihah (en castellano: ‘El escape’) fue el esfuerzo organizado que ayudó e hizo posible la emigración de los judíos después del Holocausto Judío en Europa hacia el Mandato Británico de Palestina.

## Formación
A finales de 1944 y principios de 1945, los miembros judíos de la resistencia polaca y combatientes del Gueto de Varsovia se reunieron en  Lubin para formar la Berihah como un modo de evitar el antisemitismo de Europa, donde estaban convencidos de que ocurriría otro Holocausto. Al principio fue  conducido por Abba Kovner, después se unió con un esfuerzo similar la Brigada Judía y finalmente el Haganá.
Los refugiados judíos eran retenidos en campos de desplazados, alrededor de un millón de personas tenía el estatus de "no repatriable", (estas permanecieron en Alemania y Austria) y no podían viajar a Palestina pues era considerado ilegal, como también oficialmente no permitieron a los judíos dejar los países de Europa Central y Oriental por la Unión Soviética y sus aliados, ni los británicos los recibían en Palestina.

## Desarrollo

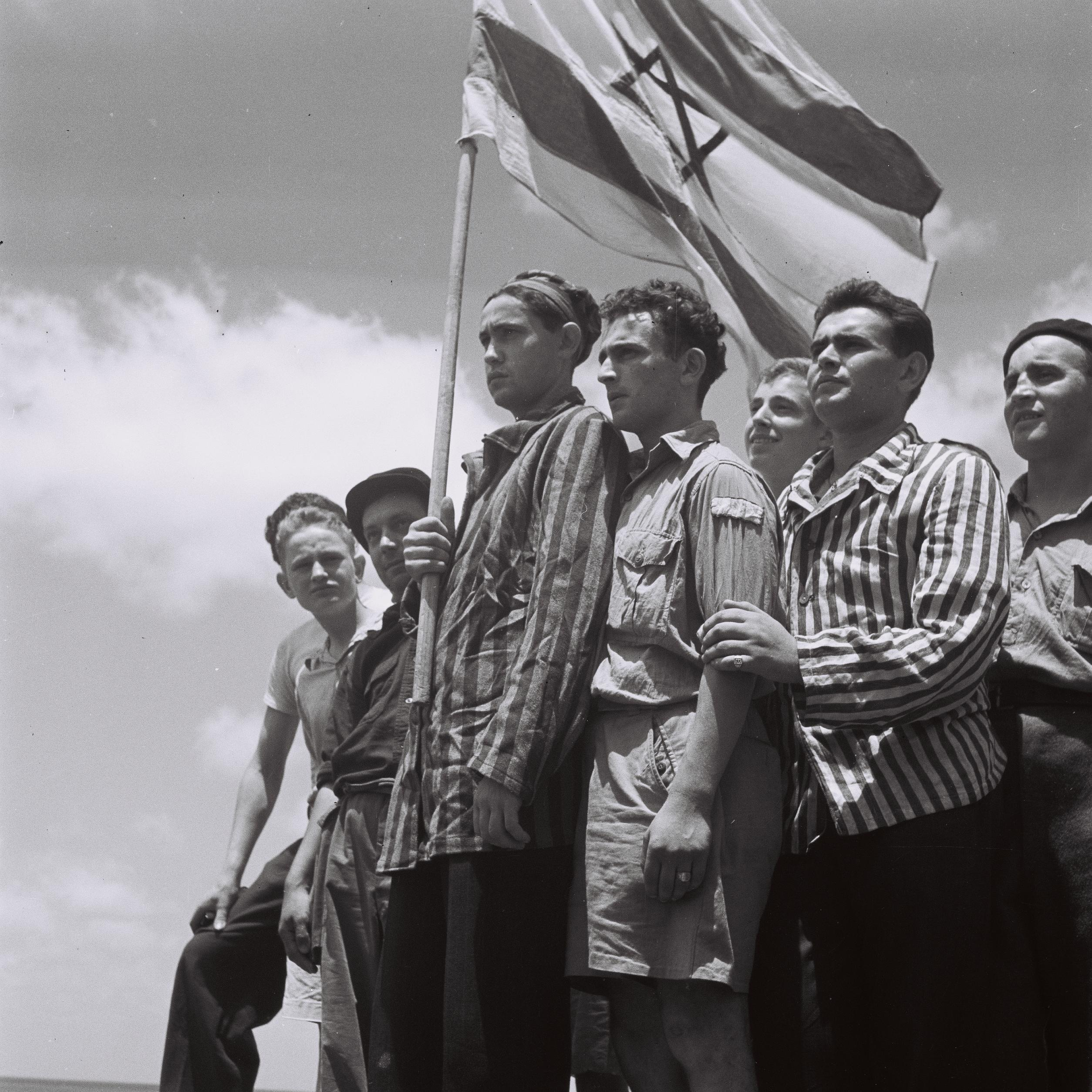
15 de julio, 1945. sobrevivientes del campo de concentración de Buchenwald arribando a Haifa siendo arrestados por los británicos.

Ocasionalmente, la Berihah tenía ayuda oficiosa del Ejército de los Estados Unidos, que pasó de contrabando a los judíos con frecuencia en la zona estadounidense de la ocupación en Alemania, pero la organización nunca recibió el reconocimiento oficial.
Casi inmediatamente, el Berihah explícitamente sionista se convirtió en la principal organización para los judíos que iban a Palestina, especialmente de los campos de refugiados, y tuvo que frenar el envío de judíos a Palestina debido a la alta demanda de traslados.
Después del pogromo de Kielce de 1946, se aceleró el envío de personas a Palestina, con 100 000 judíos saliendo de Europa Oriental en tres meses. Funcionando en Polonia, Rumania, Hungría, Checoslovaquia, y Yugoslavia. En 1948 el Berihah transfirió a aproximadamente 250 000 sobrevivientes en Austria, Alemania, e Italia a través de redes elaboradas de contrabando. Usando naves provistas con gran coste por el Mossad le'Aliyah bet, entonces el brazo de la inmigración del Yishuv, estos refugiados fueron pasados clandestinamente a través del cordón británico establecido alrededor de Palestina. El esfuerzo vino a ser conocido como Aliyá, y fue terminado con el establecimiento del estado de Israel, después de lo cual la inmigración al Estado judío fue legal, aunque la emigración todavía fue prohibida a veces, en los países del bloque del este y los árabes, por ejemplo los refusenik.
Berihah fue el movimiento ilegal más grande de gente en épocas modernas. Nunca fueron publicados sus folletos u otros materiales escritos para convencer a gente de que emigrara hacia Palestina.